# Perennialisme
|  | Dublet Denne artikel handler om det samme som Philosophia perennis. (Diskutér artiklen) |

Perennialisme er en filosofisk, teologisk, psykologisk og pædagogisk teori, som hævder, at der findes en universel, tidløs lære, der er en del af alle religioner. Essensen af perennialismen er ideen om, at de store verdensreligioner indeholder kernen af en universel sandhed, som er konstant på tværs af kulturelle og historiske forskelle.

## Historie
Perennialismens rødder kan spores tilbage til forskellige filosofiske og religiøse traditioner gennem historien. Ideen om en universel, tidløs lære findes i forskellige former i mange kulturer og æraer og blev allerede fremført af græske filosoffer som Platon.
I Renæssancen blev gamle tekster og genopdaget og studeret, hvilket førte til en interesse for universelle filosofiske ideer, der oversteg religiøse skel. I 1540 udgav Agostino Steuco bogen De perenni philosophia, som er ophav til begrebet  om en perennial filosofi. Her argumenterede han for ideen om en evig, universel filosofi, der er til stede i alle autentiske traditioner, og som strækker sig tilbage til antikken.
Gottfried Wilhelm Leibniz (1646-1716) var en tysk filosof, matematiker, videnskabsmand og diplomat, der var en central figur i den intellektuelle udvikling i Europa i det 17. og 18. århundrede. Selvom Leibniz ikke udtrykkeligt identificerede sig som en perennialist, er hans tænkning blevet forbundet med perennialistiske ideer på grund af hans syn på en universel harmoni og orden i verden. Hans ideer om monader som grundlæggende enheder i universet og princippet om de identisk uadskillelige kan også ses som tforsøg på at forstå den dybere struktur og enhed i virkeligheden.
Perennialisme har også haft en betydelig indflydelse på interreligiøs dialog, mystik og esoterisk tænkning i moderne tid. Traditionalister som Titus Burckhardt og Martin Lings har bidraget til udviklingen af perennialismen og dens betydning for forståelsen af religion og åndelighed. Desuden er forfatteren Aldous Huxleys berømte værk Den evige filosofi fra 1945 en dybdegående undersøgelse af de fælles træk ved de store verdensreligioner og mystiske traditioner. I bogen argumenterer Huxley for eksistensen af en universel filosofi, der går på tværs af kulturelle og religiøse skel. Han udforsker også ideen om, at mennesket kan opnå en direkte erfaring af det guddommelige gennem åndelig praksis og erkendelse.

## Forskellige tilgange

### Filosofisk perennialisme / Philsophia Perennis
Perennialisme og "philosophia perennis" er tæt relaterede begreber, men de er ikke nøjagtigt det samme. "Philosophia perennis" er et latinudtryk, der henviser til ideen om, at der eksisterer en universel, tidløs visdom, der er til stede i alle autentiske religiøse og åndelige traditioner. "Philosophia perennis" er en tværgående idé, der går på tværs af kulturelle og religiøse skel. Philosophia perennis (eller Philosophia perennis et universalis, "tidløs filosofi", "evig filosofi"; latin: perennis, 'året igennem', vedvarende) er således den latinske betegnelse på en religionsfilosofisk strømning der hævder at alle store religiøse traditioner er forskellige veje til "Det Højeste Væsen". Det drejer sig ikke om en egentlig religiøs eller filosofisk skole, men snarere om en særlig måde at opfatte menneskehedens visdomstraditioner.
Philosophia perennis betegner den forestilling, at bestemte filosofiske indsigter er sande og vedvarende, uafhængige af tid og sted. Begrebet optræder i 1500-tallethos i italienske biskop Augustinus Steuchus' De perenni philosophia libri X (Lyon 1540) og betegner "de grundlæggende sandheder som er til rådighed for alle folk til alle tider, og sammen skal udgøre den ene videnskab ud fra det ene princip (Gud)".
Perennialisme er derimod en intellektuel bevægelse eller tilgang til tænkning, der er baseret på ideen om "philosophia perennis". Perennialismen postulerer, at der findes en universel, tidløs visdom, der er til stede i alle autentiske religiøse og åndelige traditioner, og at denne visdom kan forstås som relevant og gældende på tværs af tid og sted. Perennialismen søger at udforske og formidle denne universelle visdom og at opbygge broer mellem forskellige religiøse og åndelige traditioner.

### Pædagogisk perennialisme
Pædagogisk perennialisme (eng. Educational Perennialism) er en undervisningsfilosofi, der lægger vægt på vigtigheden af at fokusere på tidløs viden og universelle sandheder i undervisningen. Denne tilgang betragter visse ideer, værdier og færdigheder som værende fundamentale og uforanderlige, og den søger at videreføre dem til eleverne gennem undervisningen.
Essensen er, at der er et fast sæt af viden og værdier, der er essentielle for menneskelig dannelse og forståelse af verden. Denne tilgang er ofte kritisk over for mere progressive undervisningsmetoder, der fokuserer på individuel udforskning og erfaring. I stedet lægger perennialismen vægt på at præsentere studerende for klassisk litteratur, filosofi og videnskab for at give dem en solid basis for livet og for at forstå verden omkring dem.

### Psykologisk perennialisme
Psykologisk perennialisme er en psykologisk tilgang, der betragter visse aspekter af den menneskelige psyke som konstante og uforanderlige på tværs af kulturer og tid. Den er inspireret af ideen om "perennial philosophy", som er en metafysisk ide om en grundlæggende enhed eller kerne af sandhed, der er til stede i alle verdens religioner og filosofiske traditioner.
Inden for psykologien indebærer perennialisme, at der er nogle fundamentale træk ved den menneskelige psyke, der forbliver konstante, uanset hvor og hvornår man ser dem. Dette kan omfatte ting som grundlæggende motivationer, kognitive processer eller følelsesmæssige reaktioner.
Denne tilgang adskiller sig fra kulturel relativisme, som hævder, at psykologiske processer og træk er dybt påvirket af kulturelle og historiske kontekster, og at der ikke er nogen universelle sandheder om den menneskelige psyke.